# Citrus oxanthera
Citrus oxanthera är en vinruteväxtart som beskrevs av Georges Eugène Charles Beauvisage. Citrus oxanthera ingår i släktet citrusar, och familjen vinruteväxter. Inga underarter finns listade i Catalogue of Life.